# Richard Maynau

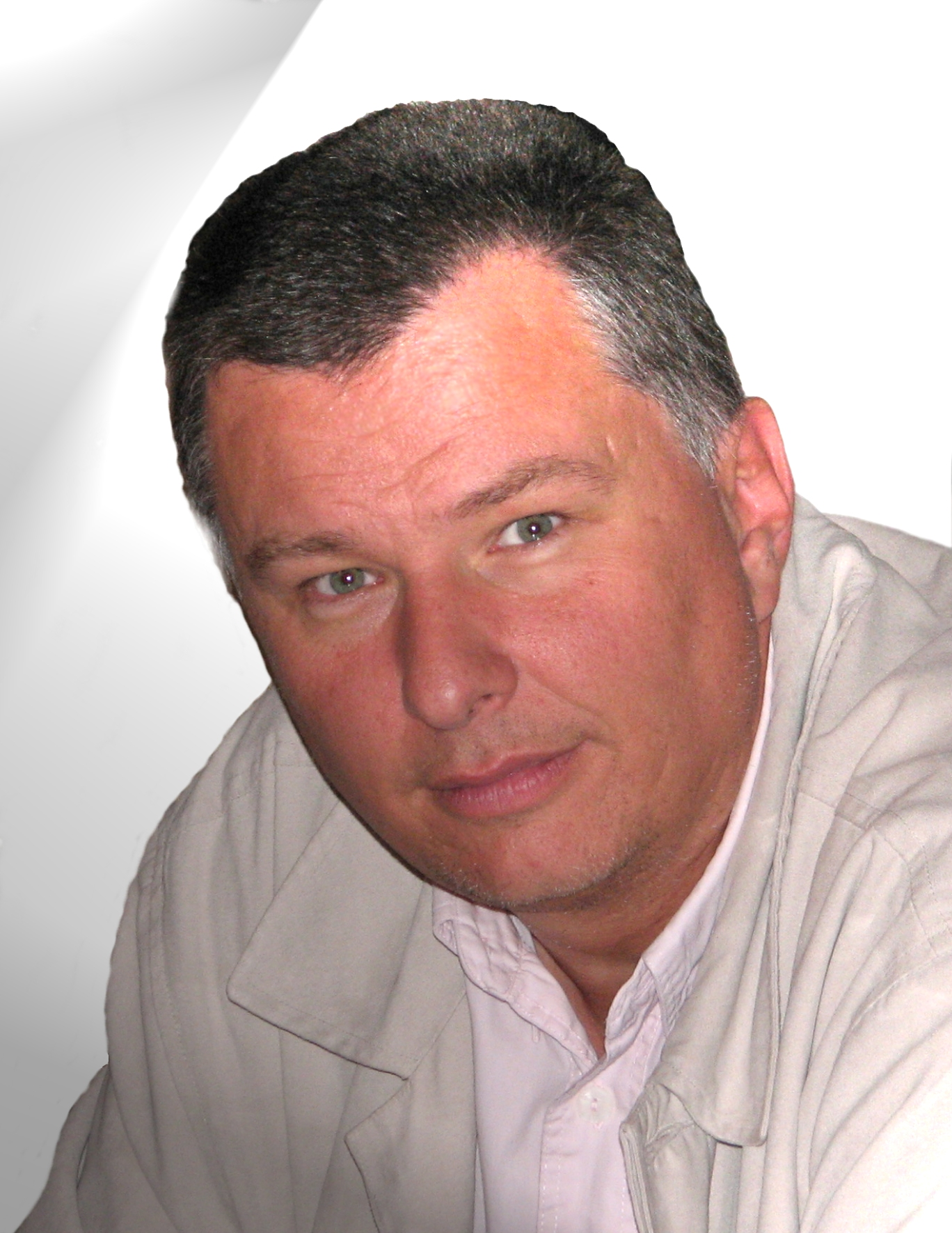
Richard Maynau

Richard Maynau (eigentlich Richard Sulzenauer Maynau; * 1965 in Wien) ist Schauspieler, Regisseur und Theaterleiter.

## Leben
Maynau erhielt ab 1985 bei Edith Nordegg eine Schauspielausbildung, die 1989 bei der paritätischen Prüfungskommission mit einer Diplomprüfung abgeschlossen wurde.
Er ist Schauspieler in den Sparten Musiktheater, Kindertheater und Schauspiel. Neben vielen Rollen in Nestroystücken und Komödien von Shakespeare bis Feydeau hat er auch Dramen von Arthur Miller bis Theodor Csokor gespielt. Er machte zahlreiche Tourneen und Gastspiele in Deutschland, spielte auch in verschiedenen Landestheatern und an vielen Wiener Bühnen z. B. im Scala-Theater, im Theater der Jugend, oder in den Wiener Kammerspielen. Zuletzt war er am Akademietheater in Wien zu sehen.
In seinem eigenen Kellertheater in Wien (Theater im Spectrum) hat er neben konventionellen Aufführungen auch experimentelles Theater gezeigt und auch das Kindertheater gehört zu seinen Vorlieben.
Neben der Assistenz des künstlerischen Leiters der Kissinger Theatertage und der Frankenfestspiele Röttingen war er dort auch als Schauspieler zu sehen. Das KulturforumM, EPA und das SalontheaterWien sind weitere Schaffensbereiche.
Ein weiterer Bereich seiner Tätigkeit umfasst das Unternehmenstheater Businesstheater Wien und zahlreiche Moderationen und Sprechertätigkeiten im künstlerischen und kommerziellen Bereich.
Seit 2002 ist er mit Wienerlied- und Musicalprogrammen immer wieder auf deutschen und österreichischen Bühnen zu sehen.
Gründung des Residenztheater in der Residenz Stockerau im März 2008. Zusammen mit der Stadtgemeinde Stockerau hat er im August 2009 das neue Lenautheater gegründet.
Als Ergänzung zum Lenautheater wurde von ihm 2010 in der Musikschule Stockerau die Abteilung Theater gegründet. Er ist Mitglied der Staatsoper Prag, wo er seit 2015 engagiert ist.
Seit August 2018 leitet er das Kulturhaus Bruckmühle in Pregarten/Oberösterreich. Damit ist er zugleich Intendant der Aistfestspiele. 

## Wichtigste Spielorte
- Akademietheater – Wien
- Wiener Kammerspiele
- Theater der Jugend – Wien
- Scala-Theater – Wien
- Gloria-Theater – Wien
- Metropol Theater – Wien
- Wiener Stadthalle
- Stadttheater Berndorf
- Stadttheater Baden bei Wien
- Stadttheater St. Pölten
- Grazer Schauspielhaus
- Theatertage Bad Kissingen
- Frankenfestspiele Röttingen
- Theater im Rathaus – Essen
- Parktheater Göggingen – Augsburg
- Schauspielhaus Zürich
- Festspiele Stockerau
- Státní opera Praha – Prager Staatsoper

## Wichtigste Rollen
- Bleichenwang – Was ihr wollt – Shakespeare
- Mario – Blick von der Brücke – Arthur Miller
- Pjotr Kaciuk – 3. November 1918 – Franz Theodor Csokor
- Camille Chandebise – Floh im Ohr – Georges Feydeau
- Eduard Schön – Das vierte Gebot – Ludwig Anzengruber
- Dim – Clockwork Orange – Anthony Burgess
- Der gute Gesell – Jedermann – Hugo von Hofmannsthal
- Frosch – Die Fledermaus – Johann Strauß